# Їп Хунфай
Їп Хунфай (кит. трад.: 葉鴻輝; ютпхін: jip hung fai; нар. 21 березня 1990, Гонконг) — гонконзький футболіст, який грає на позиції воротаря. Відомий за виступами у складі низки гонконзьких клубів, та у складі збірної Гонконгу, у складі якої він грав у фінальному турнірі Кубка Азії 2023 року.

## Клубна кар'єра
Їп Хунфай розпочав займатися футболом у школі клубу «Гонконг 09». У професійному футболі дебютував у 2007 році в складі клубу «Воркебл». За рік воротар перейшов до клубу «Істерн», у якому також грав лише рік, та перейшов до клубу «Гонконг Пегасус». За рік Їп став гравцем клубу «Саут Чайна», проте після завершення контракту з клубом у 2014 році футболіст знову став гравцем клубу «Істерн».

## Виступи за збірну
У 2009 році Їп Хунфай дебютував у складі молодіжної збірної Гонконгу. у складі посиленої молодіжної збірної футболіст брав участь у двох турнірах Азійських ігор, а також став у 2009 році у складі молодіжної збірної переможцем Східноазійських ігор.
У 2010 році Їп Хунфай дебютував у складі національної збірної Гонконгу. У складі збірної футболіст брав участь у фінальному турнірі Кубка Азії 2023 року, на якому він був капітаном гонконзької команди, втім збірна Гонконгу не зуміла подолати груповий бар'єр. Станом на початок 2024 року Їп Хунфай зіграв у складі гонконзької збірної 92 матчі.

## Титули і досягнення
- Чемпіон Гонконгу: 2012—2013, 2015—2016
- Володар Кубка Гонконгу: 2010–2011, 2020
- Володар Кубка Ліги Гонконгу: 2010—2011